# 賀蘭祥
賀蘭 祥（がらん しょう、517年 - 564年）は、中国の西魏から北周にかけての軍人。字は盛楽。本貫は代郡。

## 経歴
賀蘭初真の子として生まれた。賀蘭祥の属する賀蘭氏（賀氏）は、陰山の北麓にある賀蘭山を原住地として、道武帝の母の献明皇后を出すなど拓跋氏と姻戚関係を結び、北魏の建国に功績を挙げている一族である。
527年、賀蘭祥は11歳で孤児となり、武川鎮で成長して、姻戚にあたる宇文泰と親交を結んだ。軍旅にあっても、常に儒士と語らい、経書を手放さなかった。宇文泰が関中に入ったとき、賀蘭祥は宇文護とともに晋陽にあり、後に晋陽から平涼に入った。533年、17歳で奉朝請となり、威烈将軍の位を加えられた。まもなく都督に抜擢され、常に宇文泰の幕下にあった。534年、宇文泰の下で侯莫陳悦を討ち、また孝武帝を関中に迎えた。前後の功により、撫夷県伯に封ぜられた。潼関に対する攻撃に従い、東魏の将の薛長孺を捕らえた。また迴洛城を攻め落とした。凱旋すると、左右直長に任ぜられ、爵位は公に進んだ。537年、儀同の于謹の下で楊氏壁を攻め、賀蘭祥は先頭に立ってこれを落とした。右衛将軍に転じ、持節・征虜将軍を加えられた。沙苑の戦いのときには、賀蘭祥は長安の留守を命じられた。まもなく鎮西将軍となった。538年、軍を率いて河橋で戦い、功績により使持節・大都督を加えられた。542年、車騎大将軍・儀同三司・散騎常侍に転じた。543年、宇文泰の下で東魏軍と邙山で戦い、驃騎大将軍・開府儀同三司に進み、侍中を加えられた。
548年、都督三荊二襄二広南雍平信随江二郢析十五州諸軍事・荊州刺史に任ぜられ、博陵郡公に進んだ。荊州にあって善政で知られ、民情を安定させ、流民を定住させ、周辺の少数民族を帰順させた。また古墓の盗掘の風習をやめさせた。公私にわたって贈答を受けとらず、南朝梁の岳陽王蕭詧が竹屏風や経書・史書を贈ってきたときも、役所に届けて取らなかった。宇文泰は後にこのことを聞いて、それらの贈物を賀蘭祥に与えた。
550年、大将軍に任ぜられた。富平堰の建造をおこない、水路を開いて灌漑し、民用として利益を上げた。553年、行華州事をつとめた。後に華州を同州に改称されると、賀蘭祥は同州刺史となった。まもなく尚書左僕射に任ぜられた。556年、六官が建てられると、小司馬に任ぜられた。557年、北周の孝閔帝が即位すると、賀蘭祥は柱国の位に進み、大司馬に転じた。賀蘭祥は宇文護の政権を支えて、軍事や国事に助言を与えた。趙貴が処刑され、孝閔帝が廃位されるにあたっても、賀蘭祥の力が大であった。
559年、吐谷渾が涼州に侵入すると、賀蘭祥は宇文貴とともに兵を率いてこれを攻撃した。吐谷渾の広定王・鍾留王らと戦い、これを撃破した。洮陽・洪和の2城を抜き、その地を洮州とした。凱旋すると、涼国公に進んだ。
564年、享年48で死去した。使持節・太師・同岐等十二州諸軍事・同州刺史の位を贈られた。諡は景といった。隋の開皇初年、さらに上柱国の位を追贈された。
7人の子があり、賀蘭敬・賀蘭譲・賀蘭璨・賀蘭師・賀蘭寛の名が知られた。

## 伝記資料
- 『周書』巻20 列伝第12
- 『北史』巻61 列伝第49